# Église Sainte-Jeanne-d'Arc de Vénissieux
Pour les articles homonymes, voir Église Sainte-Jeanne-d'Arc.
L’église Sainte-Jeanne-d'Arc de Vénissieux est un édifice religieux catholique français situé dans le quartier de Parilly à Vénissieux dans la métropole de Lyon.

## Présentation
Dédiée à sainte Jeanne-d’Arc, cette église d'entre-deux-guerres dont le caractère original est indéniable, appartient à l'association diocésaine de Lyon (puisque construite après 1905). Le 1er juin 2006, les façades et toitures, y compris les vitraux, sont inscrites à l'inventaire supplémentaire des monuments historiques.

## Histoire
L’église Sainte Jeanne-d’Arc, construite de 1931 à 1933 par l'architecte Joanny Verger, est étroitement liée au monde ouvrier. Dans les années 1930, la population de Parilly est majoritairement ouvrière, travaillant à l'usine Berliet toute proche, et issue de l’immigration, avec d’importantes communautés italiennes et espagnoles. Avec le développement du quartier de Parilly, cette population pieuse réclame sa propre paroisse, l'église Saint-Germain, au centre de Vénissieux, étant devenue trop éloignée. 
La paroisse de Vénissieux dépend alors du diocèse de Grenoble qui achète un terrain de 2 740 m2, situé dans le quartier de Parilly à Vénissieux en octobre 1929. Sous l'impulsion du chanoine Chavret, la construction d'une nouvelle église est décidé et débute en juillet 1931.
Marius Berliet, propriétaire de l'usine, va apporter une importante aide matérielle et financière, notamment le mâchefer des forges pour la construction des murs et le bois pour les charpentes, le plafond, les autels, les confessionnaux, les bancs et la table de communion qui viennent des ateliers de l'usine. Nombre d’ouvriers de l'usine participent également bénévolement les soirs et les dimanches, à la construction de l’ensemble paroissial.

Cette église construite par des ouvriers, pour des ouvriers, est symbolique — d’une époque l’entre deux guerres — avec un ensemble paroissial qui témoigne de la ferveur d’un monde ouvrier.

L’abbé Billot est le premier curé de l'église de Parilly qu'il quitte en 1957 pour rejoindre Vienne. En 1963, le système de chauffage est mis en place. En 1968, une très grande partie des aménagements intérieurs est détruite alors que la totalité des statues est retirée.

## Architecture et éléments remarquables
L’église Sainte Jeanne d’Arc ne ressemble en rien à nombre d’édifices religieux de la fin du XXe siècle. Son architecture est atypique.

### Ensemble paroissial et Façade
La façade est sobre mais stylisée et marquée par l’influence art déco. Elle se prolonge par un petit clocher. De chaque côté de l’église, il y a le presbytère et la salle paroissiale et derrière les bâtiments se trouve le jardin.

### Intérieur de l'église
L’intérieur de l’église est très dépouillé et ressemble à un vaisseau rectangulaire couvert d’un plafond lambrissé. De chaque côté de la porte, il y a deux petits bénitiers et deux confessionnaux typiques des années 1930. Au-dessus de l’entrée, est située la tribune en bois, à laquelle on accède par deux escaliers latéraux en bois en équerre suspendue. Jusqu’en 1968, plusieurs statues étaient présentes dans la nef, dans les chapelles latérales et dans le chœur. Seule a été conservée la statue de la Vierge. Des lustres typiques et un chemin de croix ont également été retirés. Ce dernier date du XIXe siècle sous forme de lithographie attribué à Alexandre Grellet. L’ensemble du mobilier, en bois de chêne, est d’origine. Dans le chœur, on découvre Jésus en croix dans un style propre aux années 1930.

### Vitraux
Le chœur est éclairé par trois baies jumelées en bâtières comprenant des vitraux uniques en France, œuvre du maître verrier Théodore-Gérard Hanssen en collaboration avec l'atelier lyonnais de vitrail H. Paquier-Sarrasin, représentant la Sainte Famille et le monde ouvrier. Ils datent de 1946 et ont été financés par le diocèse, le prêtre et les paroissiens. Les couleurs dominantes sont le bleu, le rouge et le jaune. Ces coloris apportent au chœur une luminosité particulière. TG Hanssen est célèbre d’une part pour ces « grisailles » et d’autre part pour l’éclat de ses couleurs et tout particulièrement le bleu dont l’artiste a gardé le secret,le fameux Bleu de Chartres.
Ces vitraux symbolisent la ville de Lyon avec la basilique de Fourvière et Vénissieux avec l'usine Marius Berliet mis au même plan. Ils représentent également l’amour du travail et mettent à l’honneur le monde ouvrier. La Sainte Famille elle-même est représentée d’une manière exceptionnelle. Les joies et souffrances du Christ sont partagées par les ouvriers. La Vierge Marie semblable à de nombreuses mères de famille repasse le linge ; saint Joseph effectue son métier de charpentier à l’atelier bois des usines Berliet ; Jésus enfant, accompagné par d’autres enfants, apporte le panier de victuailles à son père.

### Clocher
La première cloche est posée en 1932 et a pour devise : « Jeanne d’Arc chante la Paix ». En 1952, deux autres cloches sont mises en place et ont pour devise « la Paix aux hommes de bonne volonté » et « La Paix dans la justice ». Elles portent gravées dans le bronze le souvenir du « 20e anniversaire de la première messe » de l'église.

### Documentation bibliographique
- Cathy Gavend, Les œuvres sociales de l'entreprise Berliet, Maîtrise d'histoire, Université Lumière Lyon 2, 1998
- Gérard Petit, Société d'histoire et de défense du patrimoine de Vénissieux et de Saint-Fons, Regards sur l'objet du XXe siècle, l'église Sainte-Jeanne-d'Arc de Parilly à Vénissieux page 186 à 189, Éditions Actes Sud, 2007